# 青海健
青海健（せいかいけん、本名：青山健、1953年1月19日 - 1997年9月14日）は、日本の文芸評論家。『三島由紀夫とニーチェ　悲劇的文化とイロニー』が第31回（1988年）群像新人文学賞評論部門の優秀作に選ばれる。

## 生涯
1953年1月19日、愛知県名古屋市本星崎町で、青山和彦・俊子（作家花井俊子）の長男として生を享ける。
1968年4月、名古屋市立桜台高等学校入学。このころキルケゴール、カミュ、サルトルなどを乱読、実存主義哲学に興味を抱く。
1972年4月、慶應義塾大学文学部入学。ニーチェ全集に傾倒する。
1977年3月、慶應義塾大学文学部哲学科美学（美術史）専攻卒業。4月、早稲田大学大学院文学研究科日本文学専攻修士課程入学。
1980年3月、同大学院修了。修士論文は川端康成の「みずうみ論」。4月、名古屋の中京大学附属中京高等学校に国語教員として赴任。8月、平野節子と結婚。
1983年2月、清水良典・佐藤秀明・岡本尚・加藤孝男と共に読書会を始める。9月から読書会のテーマは三島由紀夫。10月、母俊子が55歳で他界。
1997年、3月「愛知女子短期大学　国語論文」に「異界からの呼び声─三島由紀夫晩年の”心境小説”をめぐって」発表。9月14日、1年4ヶ月の闘病の末、直腸癌にて永眠。享年44。

## 著作
- 『三島由紀夫とニーチェ』
- 『三島由紀夫の帰還 青海健評論集』遺作　小沢書店　2000年　ISBN 4755103932